# Château de Linari
Le château de Linari (en italien : Castello di Linari)  est un château médiéval situé à Barberino Tavarnelle (ville métropolitaine de Florence) en Toscane,.

## Historique
Le village de Linari, une ancienne possession des Cadolingi de Fucecchio, fut, en 1126, offert par Zabollina di Giovanni di Bottaccio, veuve d'Ugo dei Cadolingi, à l'évêque de Florence Gottifredo degli Alberti (it), avec la complicité de Matilde di Canossa. Certaines propriétés du village appartenaient également aux Alberti di Mangone et aux Gherardini. En 1260, pendant la bataille de Montaperti, le château fut défendu par Rogiero d'Orciolino avec 25 hommes. En 1292, il fut intégré à la Sainte Ligue de San Donato in Poggio.
Le XIVe siècle a connu l'apogée de sa prospérité. En 1432, le château fut attaqué et brièvement occupé par Bernardino della Ciarda, signant un déclin qui avait déjà commencé.

## Description
On accède au complexe par un portail néogothique à arc brisé, qui remonte aux travaux des XIXe et XXe siècles, les mêmes qui enfermaient le parterre, un petit jardin à l'anglaise.
Le donjon de Linari abrite diverses demeures, parmi lesquelles se distingue la maison seigneuriale de plan rectangulaire, construit en pierre et brique. Antérieurement, il était adossé à une tour, qui s'est ensuite effondrée et a été reconstruite en brique lors d'une restauration radicale entreprise par les Rosselli del Turco (it) à la fin du XIXe siècle, après avoir été hérité des Médicis Capponi.
La façade principale est ornée de quelques portails en arc brisé. Les différences dans le revêtement mural permettent de mettre en valeur les différentes phases de construction du château. L'intérieur présente des montants en pierre sur chaque ouverture, des plafonds à caissons sur consoles et des décorations géométriques sur les murs. La pièce du rez-de-chaussée présente une grande armoirie des Médicis-Capponi, qui provient d'une autre demeure noble adossée au flanc. Depuis la place, on accède aux caves creusées directement dans la roche de la colline.

## Galerie

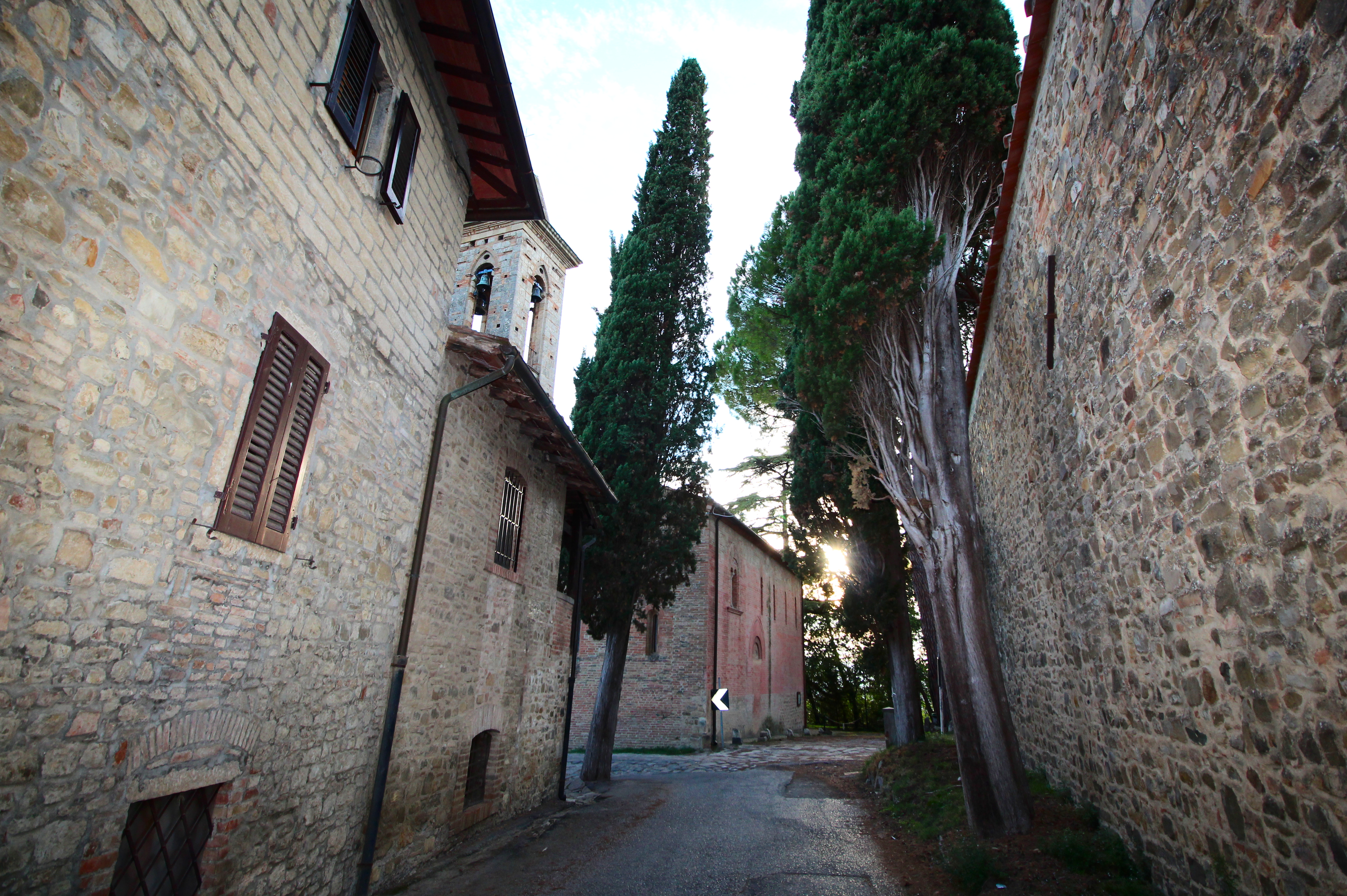
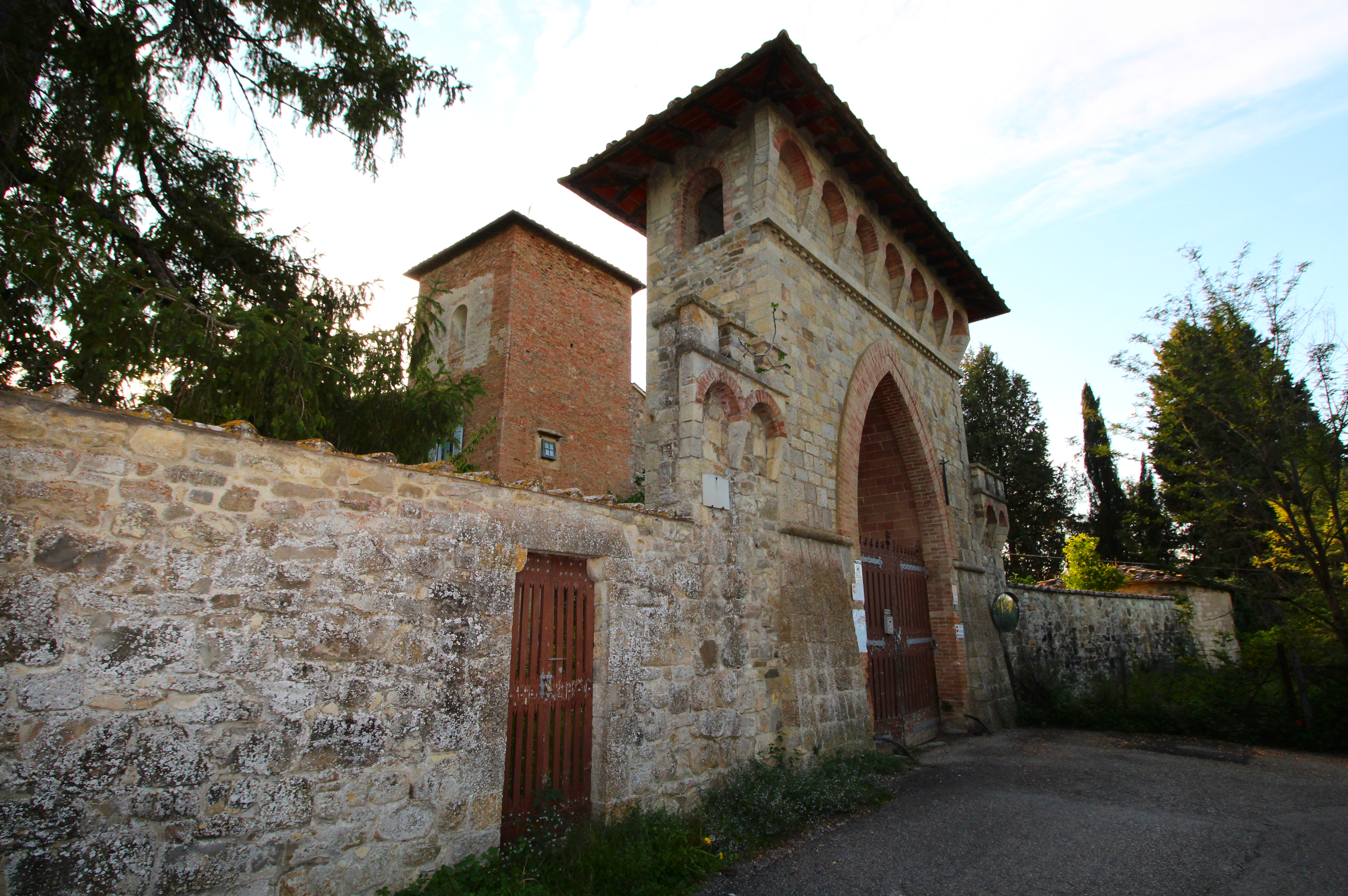